# McHenry County (Illinois)
McHenry County is een county in de Amerikaanse staat Illinois.
De county heeft een landoppervlakte van 1.563 km² en telt 260.077 inwoners (volkstelling 2000). De hoofdplaats is Woodstock.